# Projekt Arboretum
Projekt Arboretum – spektakl słowno-muzyczny realizowany  cyklicznie, na przełomie lipca i sierpnia, w amfiteatrze nad jeziorem Czos w Mrągowie.  Projekt Arboretum wpisuje się zarówno w formułę kultury wysokiej, koncertu muzyki współczesnej, jak i wydarzenia inspirowanego muzyką źródeł. Cechą charakterystyczną Projektu jest autorski styl muzyki hybrydowej, który w tym przypadku polega na łączeniu pieśni ludowych w spójną całość z różnymi gatunkami muzycznymi. Do aranżacji kompozycji wykorzystywane są na przykład jazz, rock, etno, muzyka elektroniczna, klasyczna, poezja śpiewana, a także dźwięki archiwalne i odgłosy natury. Muzyce towarzyszy baśniowo-poetycka narracja prezentująca utwory na tle opowieści ukazujących życie, kulturę i obrzędy mieszkańców obszarów wiejskich dawnej i obecnej Rzeczypospolitej. Pracę nad projektem rozpoczęto w 2013 roku. Jest to autorski projekt polsko-kanadyjskiej wokalistki jazzowej Oli Turkiewicz oraz scenarzysty i producenta muzycznego Jacka "Wiejskiego" Górskiego, twórców odbywającego się od 2009 roku Koncertu Niepodległości, który realizowany jest w Muzeum Powstania Warszawskiego, na Zamku Królewskim w Warszawie, na Westerplatte a także w Kanadzie. Organizatorami Projektu Arboretum jest Fundacja Dziedzictwa Rzeczypospolitej oraz Miasto Mrągowo. Projekt Arboretum objęty jest Ministerstwa Kultury i Dziedzictwa Narodowego.
Projekt Arboretum to także założona przez Olę Turkiewicz formacja muzyków sesyjnych, przez którą przewinęli się muzycy z Polski, Kanady, Australii, Ukrainy i Meksyku.

## Forma i treść koncertów
Celem Projektu jest prezentowanie muzyki etnicznej i ludowej w nowoczesnych aranżacjach instrumentalnych, które pozwalają zaistnieć jej w szeroko rozumianym nurcie muzycznym, definiowanym przez twórców jako muzyka hybrydowa. Inspirację Projektu Arboretum stanowią spuścizna kulturowa oraz etniczne, krajobrazowe i przyrodnicze dziedzictwo obszarów wiejskich dawnej i obecnej Rzeczypospolitej. Projekt odnosi się także do ekologii i zrównoważonego rozwoju. Zaaranżowany od 2013 roku materiał to ponad 50 polskich dawnych pieśni Mazur, Warmii, Kurpiów i Podola, a także kompozycji współczesnych inspirowanych tematyką koncertów. Utwory wykonywane są przy zachowaniu reliktów gwary Mazur, Warmii, Kurpiów i Podola, rekonstruowana jest także mowa dawnych Prusów i Jaćwingów.  W repertuarze prezentowane są także utwory poetyckie wybitnych, XIX i XX w. poetów polskich, a także anonimowe wiersze twórców ludowych.
Projekt Arboretum ma charakter spektaklu słowno-muzycznego, w którym utwory muzyczne, poprzedzane są baśniową-poetycką narracją, ukazującą obyczaje i kulturę mieszkańców dawnej wsi a także ich wierzenia i legendy.
Koncertom towarzyszą także otwarte wydarzenia społeczne jak „Arboretum o świecie”, czyli wspólne śpiewanie pieśni etnicznych o wschodzie słońca nad jeziorem Czos (2014) oraz Potańcówka Ludowa (od 2016).

## Ekipa Projektu Arboretum
Projekt Arboretum współtworzą Ola Turkiewicz (dyrektor artystyczny, śpiew) oraz Jacek „Wiejski” Górski (scenariusz, reżyseria i produkcja). Narracje Projektu Arboretum prowadzili Wojciech Malajkat (2014-2015), Katarzyna Enerlich (2016), Krzysztof Franieczek (2017-2019), Robert Czebotar (2021) Krzysztof Gosztyła (2023) oraz Kristof Kaczmarek (2018, Australia). Ponadto w dotychczasowych edycjach Projektu wystąpili: Adam Strug (śpiew), Justyna Czerwińska (śpiew) oraz zespół wokalny Dziczka (Tetiana Sopiłka, Justyna Czerwińska, Maria Puzyna, Ewa Winiarska, Agata Wróbel).
Instrumentaliści towarzyszący solistom to m.in.: Wojciech Hartman (skrzypce), Marcin Riege (piano), Krzysztof Kowalewski (gitara), Marcin Ritter (bas, kontrabas), Paweł Janiszewski (akordeon), Paweł Jabłoński (akordeon), Paweł Iwaszkiewicz (flety), Piotr Nowotnik (flety, lira korbowa), Jarosław Żeliński (flety), Tomas Celis Sanchez (instrumenty perkusyjne), Bogusz Wekka (instrumenty perkusyjne), Anna Patynek (instrumenty perkusyjne), Patrycja Betley (instrumenty perkusyjne), Amian Szajkowski (perkusja), Karol Domański (perkusja), Grzegorz Poliszak (perkusja), Przemek Kuczyński (perkusja) Radosław Bolewski (perkusja). W ramach Projektu Arboretum organizowana jest także Potańcówka Ludowa, która odbywa się wraz z warsztatami tańca tradycyjnego prowadzonymi przez zespoły Tęgie Chłopy (2016) oraz Janusz Prusinowski Kompania (2017-2018), Kapela Maliszów (2019) oraz Akademia Tańca Tradycyjnego (2019).
Łącznie w realizacji Projektu Arboretum i wydarzeń towarzyszących udział wzięło ponad 60 artystów.

## Edycje cykliczne Projektu Arboretum
- I Projekt Arboretum „Kurpie i Podole”, 10 sierpnia 2014, Amfiteatr w Mrągowie.
- II Projekt Arboretum „Kurpie i Mazury”, 9 sierpnia 2015, Amfiteatr w Mrągowie.
- III Projekt Arboretum „Warmia i Mazury”, 16 lipca 2016, Amfiteatr w Mrągowie.
- IV Projekt Arboretum, „Jaćwież, Warmia i Mazury”, 23 lipca 2017, Amfiteatr w Mrągowie.
- V Projekt Arboretum, „Drewniane Gody”, 4 sierpnia 2018, Amfiteatr w Mrągowie[11].
- VI Projekt Arboretum, "Ządźbork", 14 lipca 2019, Amfiteatr w Mrągowie[12]
- VII Projekt Arboretum, "Powrót", 31 lipca 2021, Gołdap
- VIII Projekt Arboretum, "Gołdapś", 31 lipca 2022, Gołdap
- IX Projekt Arboretum, "Ostród", 31 lipca 2023, Gołdap (edycja on-line)
- X Projekt Arboretum, "Łek", 31 lipca 2024, Gołdap[13]

## Edycje specjalne Projektu Arboretum
- Projekt Arboretum, podczas Tygodnia Różnorodności Kulturowej, 15 listopada 2017, Fort Sokolnickiego w Warszawie
- Projekt Arboretum „Mazury i Podole” („Мазури та Поділля”), 6 maja 2018, Lwów. Edycja specjalna na XVI International Jazz Festival „Flugery Lwowa”[14].
- Projekt Arboretum in Australia, 30 grudnia 2018, Brisbane, Australia. Edycja specjalna na PolArt2018 Brisbane Festival[15].

## Dyskografia
- Projekt Arboretum, "Mazurÿ, Warnijoki, Jadźwięgi, Prūsai" (2017), © Fundacja Dziedzictwa Rzeczypospolitej[16]

## Motto Projektu Arboretum
"To drzewo, jak i nazwa mają wiele znaczeń. Mowa o korzeniach, historii, genealogii, naturze, a wszystko to znajdzie swoje odzwierciedlenie w muzyce. Nie da się żyć bez drzew..."
– Ola Turkiewicz o symbolice nazwy i logotypu Projektu Arboretum